# Roy Bittan

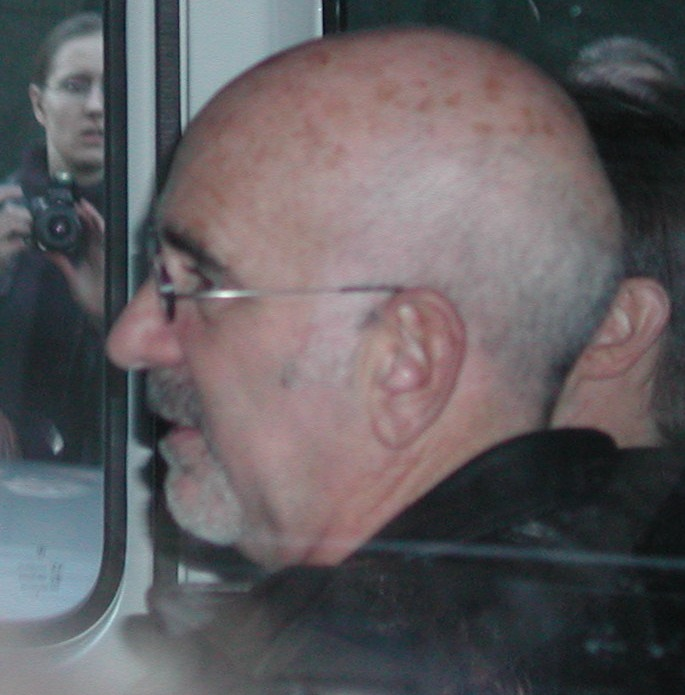
Roy Bittan (2002)

Roy Bittan (* 2. Juli 1949 in Rockaway Beach, Queens, New York City) ist ein US-amerikanischer Keyboarder, der wohl am bekanntesten wurde durch sein Mitwirken in der E Street Band von Bruce Springsteen. Dort spielt Bittan (Spitzname „The Professor“) Piano, Orgel, Akkordeon und Synthesizer.
Roy Bittan hat auf einigen Dutzend Musikalben mitgespielt, nicht nur mit Springsteen, sondern auch bei Bon Jovi, David Bowie, Jackson Browne, Tracy Chapman, Chicago, Dire Straits, Peter Gabriel, Meat Loaf, Stevie Nicks, Bob Seger, Patti Smith, Jim Steinman und Bonnie Tyler.
Bittan lebt mit seiner Frau Amy im kalifornischen Malibu.

## Karriere

### Bruce Springsteen
Roy Bittan ist seit dem 23. August 1974 Mitglied der E Street Band und hat bei den meisten Alben Springsteens mitgewirkt. Als dieser 1989 seine Arbeit mit der Band vorläufig einstellte, war Bittan das einzige Mitglied, das weiter mit Springsteen zusammenarbeitete, sowohl im Studio als auch auf der Bühne. 1999 schloss sich die Band komplett wieder zusammen.

### Meat Loaf und Jim Steinman
Roy Bittan spielte auf Meat Loafs Debütalbum Bat out of Hell (1977) fast sämtliche Tasteninstrumente. Jim Steinman war von Bittan seit dessen Mitwirken auf dem 1975er Album Born to Run von Springsteen so überzeugt, dass er mit ihm mehrere Projekte verwirklichte (u. a. zwei weitere Meat-Loaf-Alben, das Soloalbum Bad For Good, für die australische Band Air Supply einen der größten Erfolge mit Making Love Out of Nothing at All, eine Single von Barbra Streisand, das Konzeptalbum Original Sin von Pandora’s Box und viele mehr).

### Fire Inc und Pandora’s Box
In dieser „Wagnerian-Rock“-Formation (wie Steinman seinen Musikstil in Anlehnung an Richard Wagner selbst nennt) spielte Bittan gemeinsam mit Jim Steinman zwei Lieder für den Soundtrack zu dem Spielfilm „Straßen in Flammen“ ein. Dies wurde jedoch kein großer kommerzieller Erfolg.
1989 bildete Steinman eine neue „Bombast-Rock“-Gruppe namens Pandora’s Box und versammelte darin acht frühere Mitglieder von Fire Inc.

### Dire Straits
Bittan scheint einen wichtigen Einfluss auf die Karriere der Dire Straits gehabt zu haben. Das 1980er Album Making Movies wird von vielen als Durchbruch der Band betrachtet, und Roy Bittans Piano war ein wichtiger Beitrag zu diesem Erfolg. Mark Knopfler wurde beim Einsatz von Keyboards angeblich durch seine Liebe zu dem Lied Because the Night von Patti Smith (komponiert von Bruce Springsteen) beeinflusst – die Tasteninstrumente hatte Roy Bittan gespielt. Auf dem nachfolgenden Dire-Straits-Album Love over Gold war bereits Alan Clark als festes Bandmitglied an den Keyboards zu hören, der in einem ganz ähnlichen Stil spielte.